# The Black Swan (Story of the Year)
The Black Swan è il terzo album in studio degli Story of the Year uscito nel 2008. Il nome dell'album prende spunto da Il cigno nero (The Black Swan) libro del 2007 di Nassim Nicholas Taleb

## Tracce
1. Chose Your Fate – 3:34
2. Wake Up – 3:32
3. The Antidote – 4:00
4. Tell Me (P.A.C.) – 3:59
5. Angel in the Swamp – 4:29
6. The Black Swan – 3:45
7. Message to the World – 4:04
8. Apathy Is a Deathwish – 3:31
9. We're Not Gonna Make It – 4:03
10. Cannonball – 3:50
11. Terrified – 4:00
12. Pale Blue Dot (Interlude) – 1:06
13. Welcome to Our New War – 5:11

Tracce bonus
1. The Truth Shall Set Me Free (iTunes bonus track) - 04:00
2. Never Let It Go (Aus/Nz/Ger bonus track) - 03:42
3. The Virus ("The Antidote" b-sides bonus track) - 03:51
4. Turn Up the Radio ("Terrified" b-sides bonus track) - 03:52
5. Save One ("Wake Up" b-sides bonus track) - 04:09